# Alexis Giraud-Teulon
Marc Antoine Émile Alexis Giraud-Teulon, né à Marseille le 27 août 1839 et mort à Antibes, fin mai 1916, est un universitaire français.

## Biographie
Fils de Félix Giraud-Teulon, ophtalmologiste, membre de l’Académie de médecine, et arrière-petit-fils du conventionnel Marc Antoine Alexis Giraud, il appartenait à une famille protestante originaire de La Rochelle.
Licencié en droit, il s’est fait connaitre par une série de publications sur l’histoire des institutions telles que la mère chez certains peuples de l’Antiquité. Il publia, en 1874, un résumé critique de l’ouvrage de Bachofen, Das Mutterrecht (Le Droit maternel, 1861), sous le titre Les Origines de la famille, qui était l’exposé le plus complet[réf. nécessaire], en français, de la doctrine du matriarcat préhistorique et de ses survivances.
Il enseigna ensuite la philosophie de l’histoire et l’esthétique à l’université de Genève. Il y enseigna également la préhistoire. On lui doit une traduction de Geschichte der christlichen Kirche, l’œuvre du chanoine Döllinger, l’adversaire du dogme de l’infaillibilité. Il a également traduit l’ouvrage posthume de Borelli, De motu animalium.
Le 23 décembre 1863, il fit changer son nom de famille de Giraud en « Giraud-Teulon ».
Marié à Amélie Koechlin, fille de Charles Koechlin et de Marie Schlumberger, il est le beau-père de Georges Ricard-Cordingley.